# Гульельметти, Савино
Сави́но Гульельме́тти (итал. Savino Guglielmetti; 26 ноября 1911 года — 23 января 2006 года) — итальянский гимнаст. Участник Олимпийских игр 1932, 1936 и 1948 годов. Завоевал две золотые медали в 1932 году.

## Биография
В раннем возрасте жизнь Савино не раз была под угрозой. Однажды на коляску с Савино наехало такси, но он выпал из коляски и остался жив. Позже, упав с четвёртого этажа здания, Савино также остался невредимым, зацепившись за силовые кабели.
Занятия спортом Савино начал с прыжков с шестом, потом перешёл в гимнастику. Его тренером был Марио Корриас (Corrias). Три года спустя он стал членом национальной сборной по спортивной гимнастике.
На Олимпийские игры 1932 года в Лос-Анджелесе итальянская олимпийская сборная плыла из Европы в США на корабле двенадцать дней, ещё пять дней ехали на поезде из Нью-Йорка в Лос-Анджелес. Для поддержания уровня физической подготовки, каждый раз, когда поезд останавливался, тренер заставлял спортсменов бегать вокруг всего поезда. Итальянская олимпийская сборная завоевала тогда в командных соревнованиях медаль. С 1920 года Савино тренировался в Милане в клубе Artigianelli, с 1927 года — в гимнастическом клубе ProPtria.
В 1932 году он завоевал две золотые олимпийские медали Участвовал в Олимпийских играх 1932, 1936 и 1948 годов, завоёвывал золотые медали в национальных чемпионатах 1934, 1935, 1937, 1938 и 1939 годов.
В 1998 году введён в международный зал гимнастической славы, в 2000 году получил Серебряный Олимпийский орден.